# Кольяте
Кольяте (італ. Cogliate) — муніципалітет в Італії, у регіоні Ломбардія,  провінція Монца і Бріанца.
Кольяте розташоване на відстані близько 500 км на північний захід від Рима, 21 км на північний захід від Мілана, 16 км на захід від Монци.
Населення — 8480 осіб (2014).
Щорічний фестиваль відбувається 5 грудня. Покровитель — San Dalmazio.

## Демографія
Населення за роками:

Станом на 1 січня 2023 року в муніципалітеті офіційно проживало 380 іноземців з 37 країн, серед них 114 громадян країн Євросоюзу та 35 громадян України.

## Сусідні муніципалітети
- Барлассіна
- Черіано-Лагетто
- Чезано-Мадерно
- Лентате-суль-Севезо
- Мізінто
- Ровелло-Порро
- Саронно
- Севезо